# Maulévrier
Maulévrier település Franciaországban, Maine-et-Loire megyében. Lakosainak száma 3206 fő (2022. január 1.). Maulévrier Toutlemonde, Cholet, Mazières-en-Mauges, La Tessoualle, Yzernay és Saint-Pierre-des-Échaubrognes községekkel határos.

## Népesség
A település népességének változása:
| Lakosok száma | 1670 | 2330 | 2610 | 2890 | 3179 | 3166 | 3176 | 3203 | 3204 | 3206 |
|               | 1968 | 1982 | 1990 | 2006 | 2013 | 2015 | 2017 | 2019 | 2020 | 2022 |